# Александровка (Скадовская городская община)
Алекса́ндровка (укр. Олександрівка, до 2016 года — Птаховка, укр. Птахівка) — село в Скадовской городской общине Скадовского района Херсонской области Украины. По состоянию на 2001 год, имеет население 959 человек.

## Население
Население по переписи 2001 года составляло 959 человек.

### Языковой состав
Родной язык населения по данным переписи 2001 года:
| Язык       | Численность, чел. | Доля     |
| ---------- | ----------------- | -------- |
| Украинский | 855               | 89,16 %  |
| Русский    | 90                | 9,38 %   |
| Другое     | 14                | 1,46 %   |
| Итого      | 959               | 100,00 % |